# Juan Piqueras Martínez
Juan Piqueras Martínez (Campo Arcís, Requena, 1904 - Venta de Baños, julio de 1936) fue un destacado crítico y periodista cinematográfico, que participó en la fundación del primer cineclub español en Madrid y promovió otros cineclubes en distintas provincias. Fue también fundador de la revista Nuestro Cinema, y colaborador habitual en otras publicaciones como La Gaceta Literaria, El Sol, o en las internacionales La revue du Cinema o Close up. Militante comunista, fue fusilado cerca de Venta de Baños hacia finales de julio de 1936, en una fecha y lugar cuya exactitud se desconoce.

## Inicios
Juan Piqueras nació en Campo Arcís, una aldea de Requena (Valencia) en el seno de una familia de jornaleros. Por circunstancias familiares, asistió a la escuela de forma irregular, y su formación fue prácticamente autodidacta. Sus primeros poemas fueron publicados en “La Voz de Requena”, en unas fechas tempranas (era todavía adolescente).
A comienzos de los años 20, Juan Piqueras marchó a Valencia para trabajar en una tienda en El Grao. Allí pronto contactó con gente del mundillo intelectual y literario de la ciudad, con quienes fundó la revista Luz y Vida.
Poco a poco se va entusiasmando con el séptimo arte, que comenzaba a despegar, y se fue decantando por la crítica cinematográfica. En estas circunstancias aparece, en septiembre de 1925, el primer número de «Vida Cinematográfica», del que es responsable. Juan Piqueras, además, se convierte en redactor jefe de la publicación de La Semana Gráfica, dedicada a la actualidad social y artística, tras la desaparición de Vida Cinematográfica. Poco después, en 1926, aparece Vida Artística, en la que también es redactor jefe. En esta revista, de carácter mensual, se hacía una crítica de ciertas actividades fraudulentas que se llevaban a cabo en algunos estudios cinematográficos de Valencia. Las colaboraciones y la línea editorial que marca en la revista, de crítica cinematográfica, literaria y teatral, va dando ya idea de lo que imperará desde su pluma, perfilando y depurando una línea de trabajo independiente, imparcial y bien orientada.

## Traslado a Madrid
Pronto Valencia se le quedó pequeña. Se trasladó brevemente a Barcelona y, tras el contacto definitivo con la revista especializada Popular Film, dio el salto definitivo a Madrid, en 1929.
En la capital pronto se introduce en los círculos de la llamada generación del 27, especialmente en los ambientes cinematográficos, y su nombre empieza rápidamente a cotizarse como uno de los valores más interesantes de su generación. 
Colabora habitualmente en un buen número de publicaciones (Popular Film, La Semana Gráfica, La Pantalla o Atlántico) y frecuenta la tertulia del café Pombo. Además, participa en la fundación del primer cineclub en España, en 1928, en el marco de La Gaceta Literaria —dirigida por Ernesto Giménez Caballero—, revista donde Piqueras tendrá una colaboración notable, reseñando alguna de sus sesiones. 
Será el principal impulsor de cineclub de Valencia, cuya primera sesión tiene lugar el 18 de mayo de 1930, en los locales del Cine Suizo, y donde se proyectó, entre otras Un perro andaluz. El movimiento de los cineclubes, tanto en Europa como en España, tuvo en sus orígenes un carácter esteticista y ciertamente elitista. Juan Piqueras, que ideológicamente fue adoptando posturas de izquierdas, veía los cineclubes no solo como un lugar desde el que difundir las películas vanguardistas, alejadas de las producciones comerciales del momento, sino también una plataforma desde la que hacer llegar a las clases populares un cine comprometido y realista, entendiendo como tal el cine revolucionario soviético, del que era un gran admirador.

## Consagración internacional: París
Pocos días después de esta primera sesión del cineclub valenciano, a principios de junio de 1930, Juan Piqueras prepara su traslado a París, como corresponsal y colaborador desde el extranjero de Popular Film, Mirador, La Gaceta Literaria, El Sol, La Semana Gráfica, Crónica, entre otras publicaciones punteras del momento.
A través de estas corresponsalías, y según coinciden todos los expertos, ya en su época, se observa su postura incorruptible, de una independencia profesional reconocida y absoluta. Este posicionamiento, si bien le merece un gran número de seguidores y defensores, también le proporciona algún enemigo, en un momento en el que el cine se convierte en una potente industria que maneja abultadas cantidades de dinero, y en el que los empresarios cinematográficos buscan solo triunfar y recuperar sus inversiones a cualquier precio, caiga quien caiga y pagando a quien haya que pagar, con tal de obtener críticas favorables que les permitan “vender” sus productos.

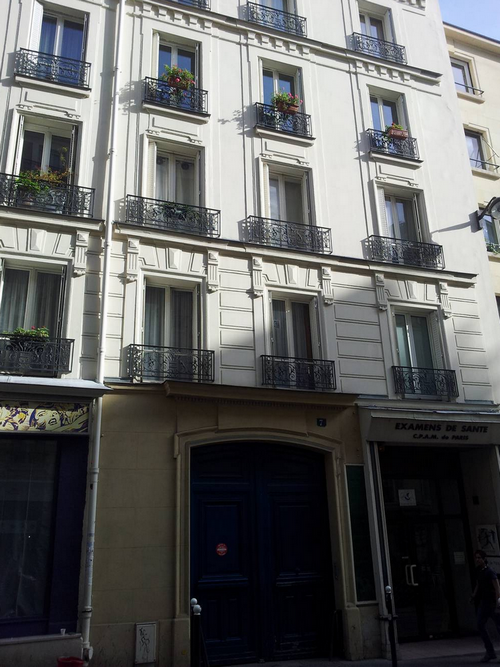
Domicilio de Juan Piqueras en París, abril de 2014 (Fotografía de Iván de Castro).

En París, y a pesar de los iniciales apuros económicos por los que pasa, Juan Piqueras se consagra totalmente a nivel internacional. El propio René Clair lo escoge como ayudante de dirección para su película “¡Viva la libertad!”, si bien ambos acaban teniendo importantes discrepancias en cuanto a la forma de entender el cine. Su vida personal también se encuentra plenamente estabilizada, tras casarse con Ketty González, a la que había conocido en Madrid tiempo atrás, y ser padres de un hijo, Juan. Viven en un piso en la Rue Broca de París, cerca del que se instalará poco después su amigo Luis Buñuel.
En esta situación de prestigio, se gesta su proyecto más ambicioso y querido, la revista Nuestro Cinema, en 1932. Esta publicación, altamente especializada y con colaboradores de gran nivel, obtiene un importante reconocimiento ya en su época. A pesar de que las constantes dificultades económicas hacen que su publicación sea un tanto irregular y la primera serie finalice en 1935, con tan solo unos pocos números adquiere un enorme prestigio, por su disposición a analizar y difundir el cine de toda procedencia, especialmente el cine social y sobre todo el cine europeo, realizando críticas y comentarios de gran profesionalidad e independencia y despojados de todo ardid publicitario.
Mientras tanto, Juan Piqueras sigue trabajando incansablemente: a sus corresponsalías une sus viajes incesantes en busca de las novedades cinematográficas o de contactos para difundir películas españolas, redacción de una historia del cine español (completamente perdida), visitas a la URSS para conocer mejor el cine soviético, asistencia y participación en congresos internacionales... Una intensa actividad que acaba pasando factura a su salud. Tanto ajetreo acaba provocándole una úlcera de estómago que, a la postre, habría de tener una importancia dramática en el desenlace de los acontecimientos que pusieron fin a su vida.

## La muerte de Juan Piqueras
Uno de los puntos más oscuros de la biografía de Juan Piqueras, por las circunstancias del momento, se refiere a su muerte. Incluso su viuda, Ketty, no tuvo noticia alguna de lo que le había ocurrido hasta febrero de 1937, casi 8 meses después de que sucediera.
A mediados de julio de 1936, tras la victoria del Frente Popular en las elecciones de febrero de ese año, Juan Piqueras es invitado por unos amigos a acudir a España, y toma un tren en París con destino a Oviedo, para reunirse con su amigo José Ramón Cabezas. En el trayecto, sufre una recaída de su úlcera de estómago, que se abre, provocándole un vómito de sangre, lo que le obliga a apearse del tren y guardar reposo en la fonda de la estación de Venta de Baños. Desde allí contacta con varios amigos y con su hermano Luis para dar parte de su situación, siendo visitado por alguno de ellos (parece que el gran bailarín Vicente Escudero, y José Ramón Cabezas, hermano del escritor Juan Antonio Cabezas).
En esta fonda y en esa situación le sorprendió el golpe de Estado militar del 18 de julio. Sus amigos (Vicente Escudero, José Ramón Cabezas, Antonio del Amo y Luis Buñuel), intentaron organizarse para sacarlo de allí y trasladarlo a un lugar seguro, pero la zona fue tomada rápidamente por los sublevados y las comunicaciones interrumpidas. Una carta, conservada en el Centro de Documentación de la Residencia de Estudiantes, en la que va narrando los sucesos varios de esa madrugada y que fue depositada en el último convoy que circuló por la estación hacia París, es su última comunicación.
A finales del mes de julio, en una fecha y un lugar desconocido, aunque podrían ser el 28 de julio y Cubillas de Santa Marta (Palencia), fue fusilado y sus restos arrojados a una fosa común. No se conoce el paradero de estos restos, aunque la hipótesis más probable, y así se reconoce formalmente, es que se trate de alguno de los cuerpos todavía sin identificar que se exhumaron en las fosas de Cubillas de Santa Marta y que descansan en Dueñas (Palencia), debidamente homenajeados desde la Asociación para la Recuperación de la Memoria Histórica de Palencia.

## Otros datos
- Durante la guerra civil española, una calle de Requena llevó su nombre, para la que se hizo una placa con su retrato en relieve, realizada por José Monzó.

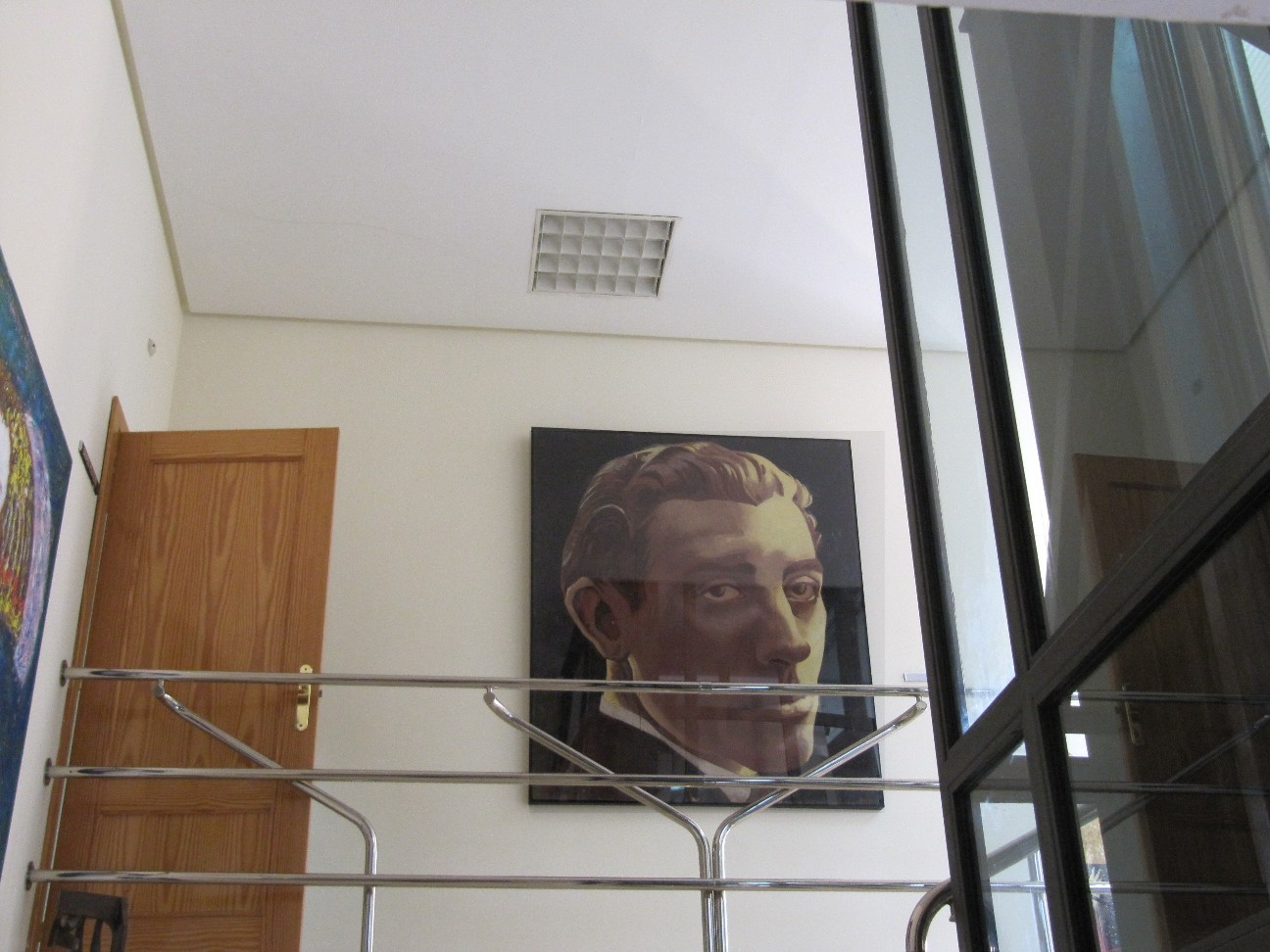
Retrato de Piqueras realizado por Josep Renau, en su actual ubicación en el MI Ayuntamiento de Requena.

- El pintor Josep Renau realizó un retrato de grandes dimensiones de Juan Piqueras, que puede contemplarse actualmente en el interior del M.I. Ayuntamiento de Requena.

- Juan Manuel Llopis, el mayor investigador sobre la figura de Juan Piqueras y autor de su biografía, falleció antes de ver publicada la obra (ver Bibliografía), en julio de 1986.

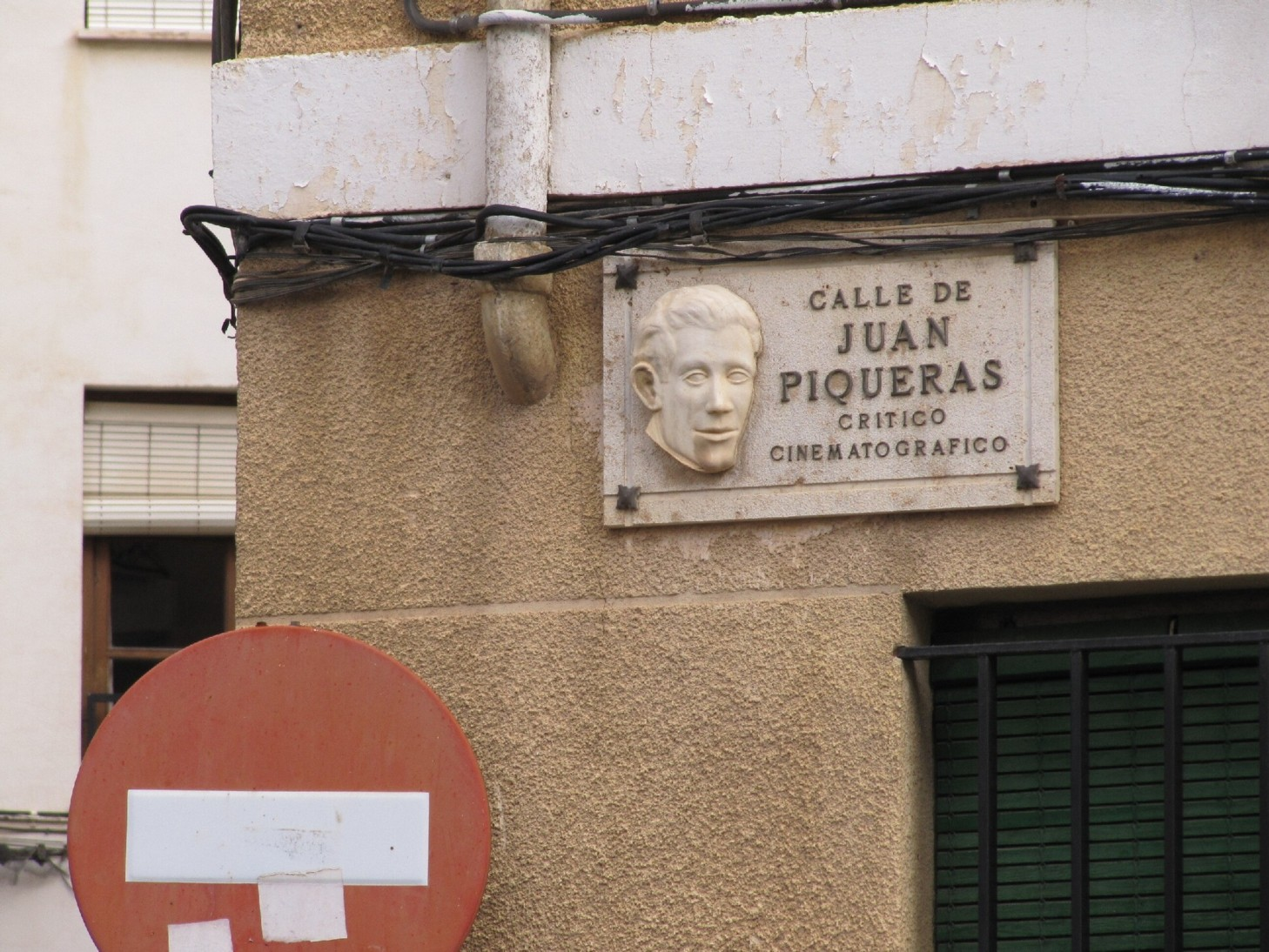
Placa de la calle Juan Piqueras en Requena, realizada en los años 30.

- En el verano de 1986, con motivo del 50 aniversario de su asesinato, se realizó un homenaje a Juan Piqueras Martínez en Requena, y se restituyó una calle con su nombre, restaurando y colocando de nuevo la placa que se hizo en los años 30 y que estaba en poder de la familia. Ernesto Giménez Caballero, quien fuera fundador y director de La Gaceta Literaria, pronunció una conferencia y proyectó su documental de 1930 "Noticiario del Cineclub", donde aparece Piqueras con otros escritores y artistas del momento.

- La sala de proyecciones de la Filmoteca del IVAC llevó, a instancias de Ricardo Muñoz Suay, el nombre de Sala Juan Piqueras hasta que la dirección decidió cambiarlo por el de Sala Luis García Berlanga en 2008.

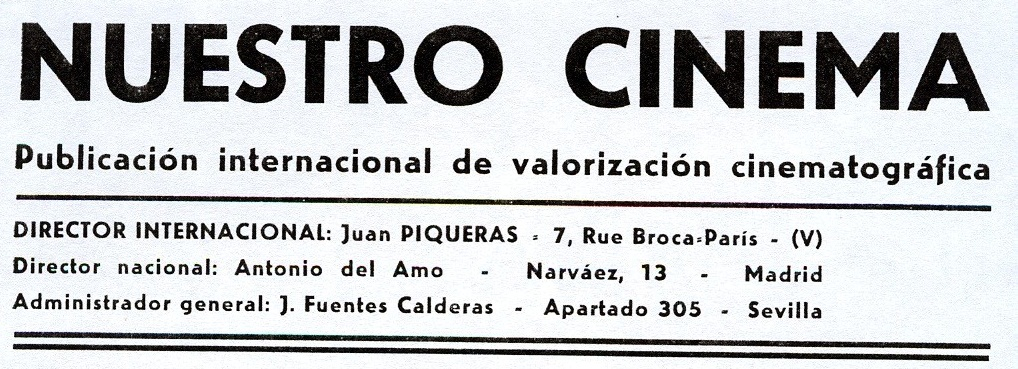
Cabecera de la revista Nuestro Cinema.

- La BNE ha incorporado a la Hemeroteca Digital ocho números de la revista Nuestro Cinema. No están todos, pero abarcan desde 1932 a 1935 y en todos hay artículos de Juan Piqueras. Este es el enlace directo para acceder a la publicación: http://hemerotecadigital.bne.es/details.vm?q=id:0012240534&lang=es
- En 2021, Enrique Fibla Gutiérrez ha publicado “Los años imposibles. Memoria inacabada de Juan Piqueras” (Barlin Libros), ensayo sobre la sociedad y la cultura de los años 20 y 30 del siglo XX, y la figura de Juan Piqueras en ese contexto, partiendo de las memorias inéditas de Ketty González.

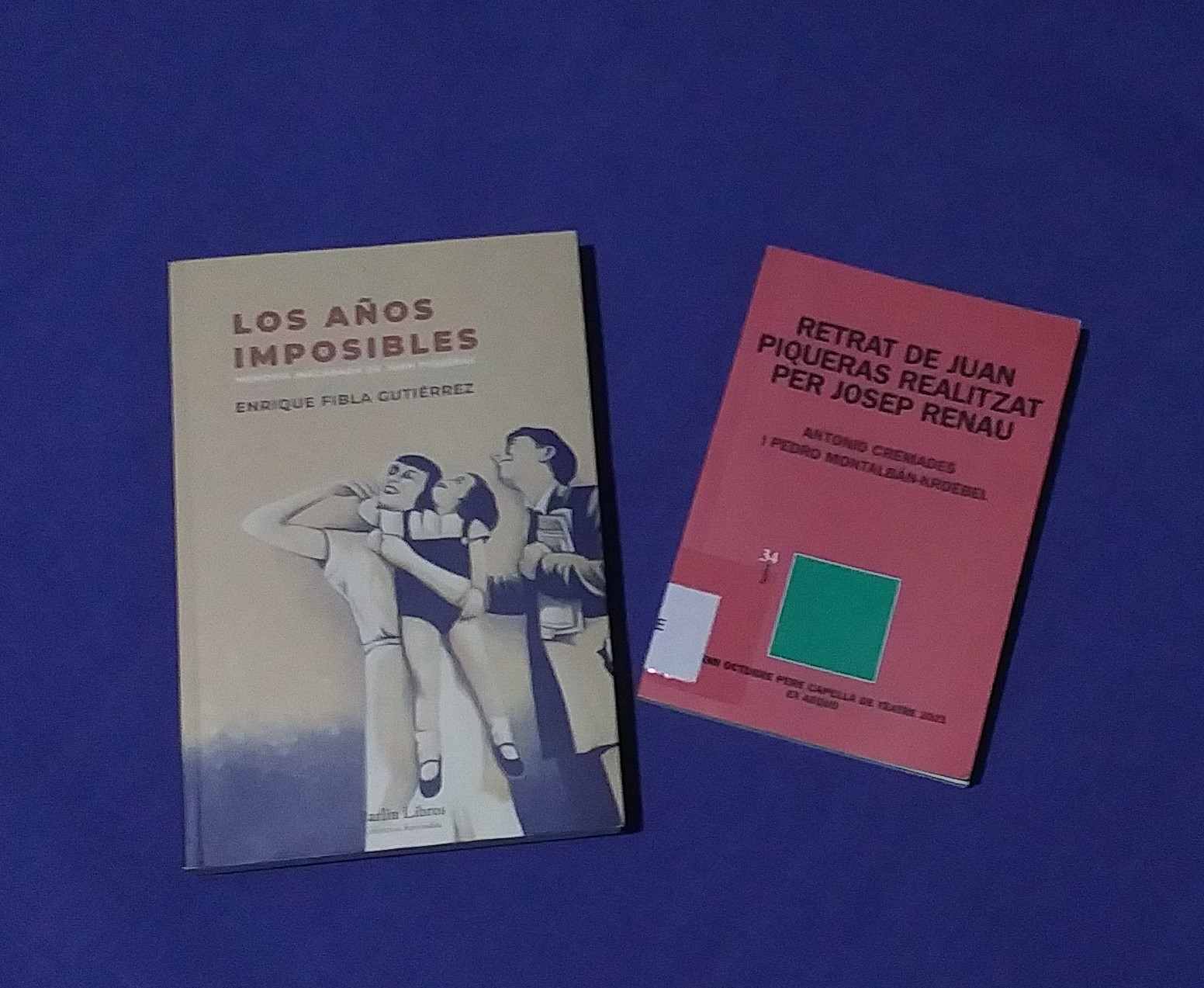
Publicaciones

- En 2021, Antonio Cremades y Pedro Montalbán-Kroebel han ganado el Premi Octubre Pere Capellà de Teatre con la obra “Retrat de Juan Piqueras realitzat per Josep Renau”, publicado por Tres i Quatre Teatre en 2022.
- El Institut Valencià de Cultura ha producido los podcasts de ficción sonora de esta última obra, que pueden escucharse en los siguientes enlaces:

Retrat de Juan Piqueras realitzat per Josep Renau. CAPÍTOL 1
https://www.youtube.com/watch?v=bnjDhOcbU_g&list=PL0Qz9var1rAR7d8RvqXNM37uDHqncTHfg&index=13
Retrat de Juan Piqueras realitzat per Josep Renau. CAPÍTOL 2
https://www.youtube.com/watch?v=akEtnDYNr8E&list=PL0Qz9var1rAR7d8RvqXNM37uDHqncTHfg&index=14
Retrat de Juan Piqueras realitzar per Josep Renau. CAPÍTOL 3
https://www.youtube.com/watch?v=3UfkKzVBLuI&list=PL0Qz9var1rAR7d8RvqXNM37uDHqncTHfg&index=15
Retrat de Juan Piqueras realitzat per Josep Renau. CAPÍTOL 4
https://www.youtube.com/watch?v=2bTk4v9VtzY&list=PL0Qz9var1rAR7d8RvqXNM37uDHqncTHfg&index=16